# Pál Szapáry

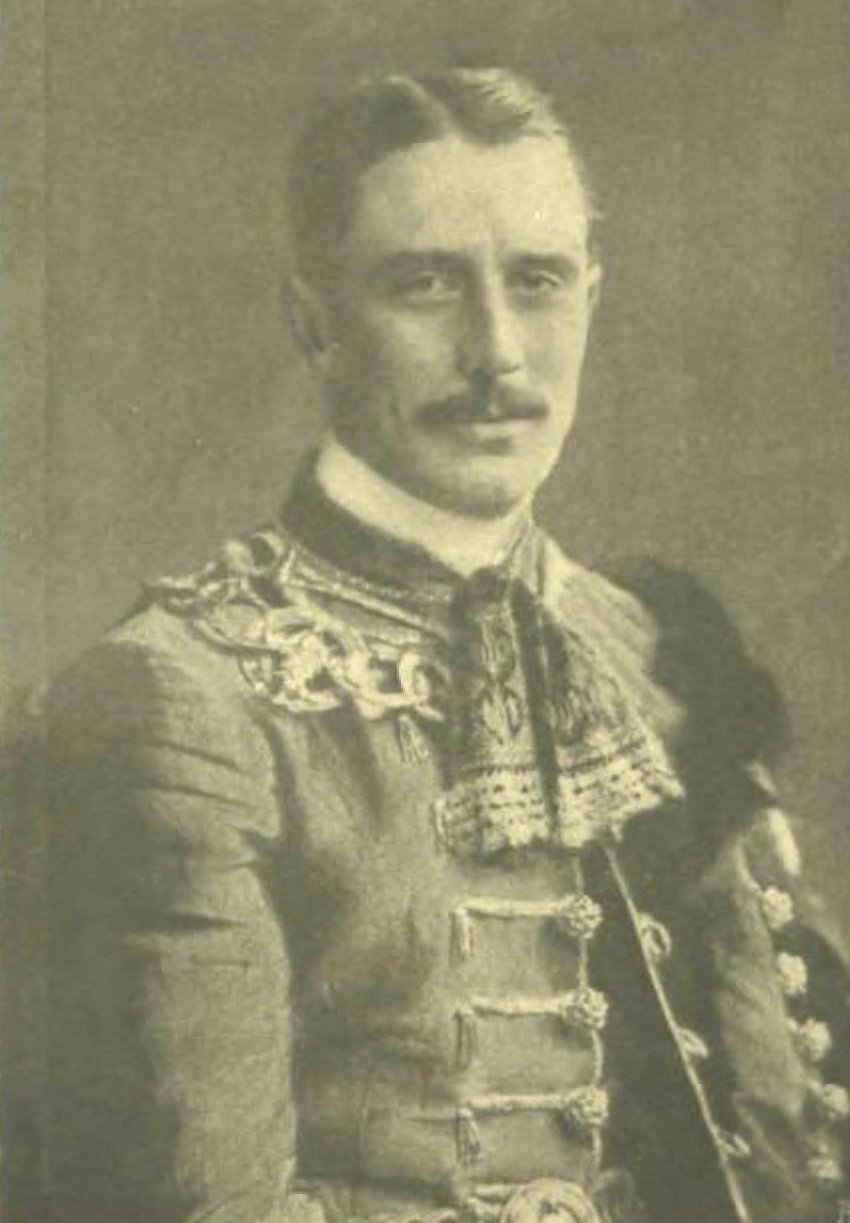
Pál Szapáry

Pál Graf Szapáry von Szapár, Muraszombat und Széchysziget (* 1. April 1873 in Budapest; † 30. Januar 1917 in Wien) war ein ungarischer Politiker und Gouverneur von Fiume.

## Leben
Szapáry wurde als Sohn des Politikers Géza Szapáry (1828–1898) geboren. Nach dem Jurastudium war er ab 1897 im k.u. Landwirtschaftsministerium angestellt und wurde 1899 Mitglied des Magnatenhauses. Nach Ernennung durch König Franz Joseph I. war er von 17. Oktober 1905 bis zu seinem bald darauf erfolgten Rücktritt am 26. Dezember 1905 Gouverneur der der an der Adria gelegenen Stadt Fiume mit Gebiet. 1909 wurde er Präsident der Christlich-Sozialistischen Partei (keresztényszocialista párt). Zu den Wahlen 1910 kandidierte er jedoch im Wahlkreis Szentendre erfolglos für einen Sitz im Abgeordnetenhaus.